# تيم بول
تيم بول (بالإنجليزية: Tim Bull)‏ هو سياسي أسترالي، ولد في 9 ديسمبر 1966 في محافظة بايرنسدال في أستراليا. حزبياً، نشط في الحزب الوطني الأسترالي - فيكتوريا ‏. وقد انتخب عضو الجمعية التشريعية فيكتوريا عن دائرة Electoral district of Gippsland East ‏ (27 نوفمبر 2010 – ).